# Киро Маричков
Киро (Кирил) Христов Маричков (болг. Кирил Маричков; 28 октября 1875, Калофер, Пловдивская область — 17 февраля 1922, София) — болгарский архитектор.

## Биография
Родился в городе Калофер 28 октября 1875 года в известной семье: его мать, Елена Странска, сестра доктора Георгия Странского, революционера и политика. После начального образования Киро Маричков окончил школу резьбы по мебели в Чехии . Он изучал архитектуру в Карлсруэ, Германия, и окончил обучение в 1900 году. С 1903 по 1911 год он работал вместе с архитектором Георгием Финговым, далее работал самостоятельно.
С 1908 по 1911 год — помощник мэра Софии. В 1906 г. он стал одним из основателей Общества «Современное искусство», объединяющего молодых художников и архитекторов.
Вместе с архитектором Георгием Финговым он спроектировал в Софии в 1907 году тогдашнюю Третью мужскую гимназию, Экономическую школу, в 1911 году ещё 10 других школ.
Вместе с архитектором Николой Костовым спроектировал железнодорожный вокзал в Варне и железнодорожный вокзал в Бургасе.
Является автором многих жилых домов, гостиницы «Империал» (1920 г., первое железобетонное здание с каркасной конструкцией в Болгарии), доходного дома Янко Бакарджиева (1922 г.) в Софии и др.
Умер 17 февраля 1922 года. в Софии. Его внук — музыкант Кирилл Маричков.